# Das stumme Ungeheuer
Das stumme Ungeheuer (Originaltitel: Silent Rage) ist ein US-amerikanischer Action-Thriller aus dem Jahr 1982 mit Chuck Norris in der Hauptrolle des Sheriff Dan Stevens.

## Handlung
Der Psychopath John Kirby tötet zwei Menschen, bei denen er zur Untermiete wohnt. Sheriff Dan Stevens und sein Deputy Charlie sind als erstes am Ort des Geschehens. Nach einer Verfolgungsjagd müssen sie den übermenschlich starken Mann mit mehreren Schüssen niederstrecken. Er wird in ein nahegelegenes Institut gebracht, wo die Ärzte Dr. Spires und Dr. Vaughn zusammen mit Johns Psychiater Tom Halman versuchen, sein Leben zu retten. Dr. Spires drängt seinen Kollegen ein experimentelles Serum einzusetzen, gegen den Willen von Tom. Als dieser den Raum verlässt, verabreichen die beiden verbliebenen Ärzte dem Mann dennoch das Serum.
Dan Stevens bändelt mit Toms Schwester Nancy, seiner alten Jugendliebe, wieder an. Am nächsten Morgen ist John Kirby immer noch am Leben. Verletzungen heilen nun bei ihm in Sekundenschnelle, doch das Serum hat sein Gehirn angegriffen. Er kann aus dem Institut flüchten und tötet Tom und dessen Frau. Stevens kann gerade noch Nancy retten, doch den Angreifer kann er nicht entdecken. Er fährt Nancy zum Institut, damit die Ärzte dort Nancy beruhigen können. Nach einem Gespräch mit Dr. Spires, der ihm versichert, dass John Kirby tot ist, sucht er nach dem Täter.
Währenddessen kommt John Kirby zurück zum Institut, tötet seine beiden Ärzte und beginnt dann wahllos im Institut zu morden. Alarmiert von den Vorfällen kehrt Dan zurück und findet seinen Partner Charlie, den er zur Bewachung von Nancy abgestellt hat, schwer verletzt vor. Er kann Kirby finden und rettet Nancy vor dem Psychopathen. Doch ein Sturz vom Institutsgebäude, sowie mehrere Schüsse, können den Mann nicht aufhalten. Nancy fährt ihn an, doch es gelingt Kirby sich am Wagen festzuhalten. Als er in den fahrenden Wagen klettert, springen Dan und Nancy aus dem Wagen. Der Wagen explodiert, doch der brennende John Kirby kann sich ins Wasser retten. Schließlich gelingt es Dan den Mann in einen stillgelegten Brunnenschacht zu stoßen. Als die beiden den Schauplatz verlassen, sieht man den Kopf des Mannes aus diesem kommen.

## Hintergrund
Die Dreharbeiten fanden vollständig in Texas statt und waren geprägt von permanenten Änderungen des Drehbuchs.
Um die Möglichkeiten zu haben, auf die Dreharbeiten des Films Einfluss zu nehmen, gründeten Chuck Norris und sein Bruder Aaron Norris mit Topkick Productions eine eigene Produktionsfirma. Zudem war Aaron Norris als Stuntkoordinator an der Produktion beteiligt.
In den Vereinigten Staaten erschien der Film am 2. April 1982 und wurde im Kino gezeigt. Insgesamt spielte er etwa 10 Millionen US-Dollar ein., davon 3,5 Millionen am Eröffnungswochenende.
Der Film ist in Deutschland in einer gekürzten FSK-16-Version mit einer Länge von 96 Minuten und einer ungekürzten FSK-18-Fassung mit einer Länge von 103 Minuten als VHS erhältlich. Eine ungeschnittene DVD-Fassung erschien lediglich in Österreich.

## Kritiken
Der Film verbindet Motive der Frankenstein-Geschichte mit den Stilelementen des Actionfilms. Generell kam der Film bei der Kritik nicht besonders gut an.

„Plagiatorischer Horrorfilm, der umständlich aus Versatzstücken von „Frankenstein“ und „Halloween“ zusammengesetzt ist. Inhaltlich oberflächlich und formal unstimmig, genügt er nicht annähernd den Spannungserwartungen des Zuschauers.“

„Für Fans des Ex-Krawattenweltmeisters Chuck Norris ist natürlich klar, dass das Biest nach heftigster Gegenwehr vor dessen angsteinflößend vibrierenden Schnauzbarthaaren kapitulieren wird. Den unvoreingenommenen Betrachter lassen dagegen die dümmliche Story und Norris' hölzerne Schauspielversuche erschaudern.
Fazit: Stutzt Chuck Norris endlich den Schnauzer.“